# Forêt de Rossendale

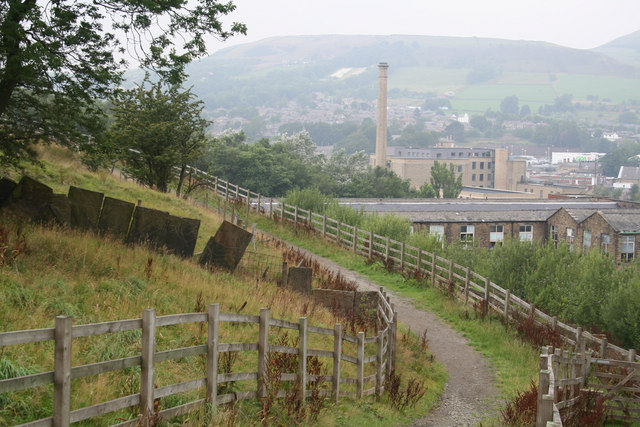

La forêt de Rossendale est une étendue de collines du Lancashire, en Angleterre, située entre le bassin de Manchester et la vallée de la Ribble. Contrairement à ce que son nom inspire, c'est principalement une aire de landes et de paysages ouverts. Elle est intégrée depuis la fin des années 1990 dans le projet de reforestation de la National Forest.